# الاعتراف الدولي ببنغلاديش
كانت حرب الاستقلال البنغلاديشية، حرب استقلال ثورية في جنوب آسيا خلال سنة 1971 التي أُنشأت فيها جمهورية بنغلاديش. الحرب دارت بين باكستان الشرقية ضد باكستان الغربية، واستمرت مدة تسعة أشهر. وشهدت فظائع واسعة النطاق، ونزوح 10 ملايين لاجئ وتشريد 30 مليون شخص.
اندلعت الحرب في 26 مارس 1971، عندما شن الجيش الباكستاني عملية عسكرية تُسمى عملية البحث عن الكشاف ضد المدنيين البنغاليين والطلاب والمثقفين والمسلحين الذين كانوا يطالبون بأن يقبل المجلس العسكري الباكستاني نتائج أول انتخابات ديمقراطية في باكستان سنة 1970. التي فاز بها الحزب الشرقي، أو السماح بانفصال باكستان الشرقية عن غربيها. أعلن السياسيون البنغاليون وضباط الجيش إعلان استقلال بنغلاديش رداً على عملية «ضوء كشاف». شكل الجيش البنغالي، شبه العسكري والمدنيون الموكتي باهيني (البنغالية:«جيش التحرير»)، الذي شارك في حرب العصابات ضد القوات الباكستانية. قام الجيش الباكستاني، بالتواطؤ مع ميليشيات دينية متطرفة (رازاكار والبدر والشمس)، بممارسة الإبادة الجماعية والوحشية للمدنيين البنغاليين، خاصة القوميين والمثقفين والشباب والأقليات الدينية. تأسست حكومة بنغلاديش في المنفى في مدينة كلكتا (كولكاتا الآن) في ولاية البنغال الغربية بالهند.
دخلت الهند الحرب في 3 ديسمبر 1971، بعد أن شنت باكستان هجمات جوية وقائية على شمال الهند. بعد أن غمرتها جبهات الحرب، انهارت الدفاعات الباكستانية. في 16 ديسمبر، هَزمت قوات الحلفاء في بنغلاديش والهند باكستان في الشرق. أدى الاستسلام اللاحق إلى أكبر عدد من أسرى الحرب منذ الحرب العالمية الثانية.

## التسمية
هذه الحرب تُعرف في البنغالية باسم مكتيجودهو. تسمى هذه الحرب أيضًا بالحرب الأهلية في باكستان.

## ردود الأفعال الأجنبية

### الأمم المتحدة
ورغم أن الأمم المتحدة أدانت انتهاكات حقوق الإنسان أثناء وبعد عملية التفتيش، إلا أنها فشلت في نزع فتيل الوضع السياسي قبل اندلاع الحرب.
في أعقاب إعلان استقلال الشيخ مجيب الرحمن في مارس 1971، قامت الهند بحملة عالمية لحشد الدعم السياسي والديمقراطي والإنساني لشعب بنغلاديش من أجل كفاحها من أجل التحرر. قامت رئيسة الوزراء أنديرا غاندي بجولة في عدد كبير من البلدان في محاولة لخلق الوعي بالفظائع الباكستانية ضد البنغاليين. كان هذا الجهد ليثبت أنه ضروري في وقت لاحق خلال الحرب، في تأطير سياق العالم للحرب وتبرير العمل العسكري من قبل الهند. أيضاً بعد هزيمة باكستان، ضمنت الاعتراف السريع بدولة بنغلاديش المستقلة حديثًا.
بعد دخول الهند في الحرب، واجهت باكستان، تخوفاً من هزيمة معينة، وأرسلت نداءات عاجلة إلى الأمم المتحدة للتدخل وإجبار الهند على الموافقة على وقف إطلاق النار. اجتمع مجلس الأمن الدولي في 4 ديسمبر 1971 لمناقشة الأعمال العدائية في جنوب آسيا. بعد مناقشات مطولة يوم 7 ديسمبر، قدمت الولايات المتحدة قرارًا بـ«وقف فوري لإطلاق النار» و«سحب القوات». ومع أن الأغلبية مدعومة بالأغلبية، فقد استخدم الاتحاد السوفييتي حق النقض مرتين، وامتنعت المملكة المتحدة وفرنسا عن التصويت على القرار.
وفي 12 ديسمبر، ومع مواجهة باكستان لهزيمة وشيكة، طلبت الولايات المتحدة إعادة عقد مجلس الأمن. وقد نُقل نائب رئيس الوزراء ووزير الخارجية الباكستاني ذو الفقار علي بوتو إلى مدينة نيويورك لإصدار قرار حول وقف إطلاق النار. واصل المجلس المداوات مدة أربعة أيام. بحلول الوقت الذي اُنْتُهِيَ من وضع المقترحات، استسلمت القوات الباكستانية في الشرق وانتهت الحرب، مما جعل التدابير مجرد أكاديمية. مزق بوتو، الذي أُحبط بسبب فشل القرار وعدم عمل الأمم المتحدة، خطابه وترك المجلس.
سارعت معظم الدول الأعضاء في الأمم المتحدة إلى الاعتراف ببنغلاديش في غضون أشهر من استقلالها.

### بوتان
أصبحت بوتان أول دولة في العالم (الهند الثانية) تعترف بالدولة المستقلة حديثًا في 6 ديسمبر 1971. محمد أولاه، الرئيس الثالث لبنغلاديش زار بوتان برفقة زوجته لحضور تتويج جيغمي سينغي وانغشوك، الملك الرابع بوتان في يونيو 1974.

### الولايات المتحدة الأمريكية والاتحاد السوفياتي

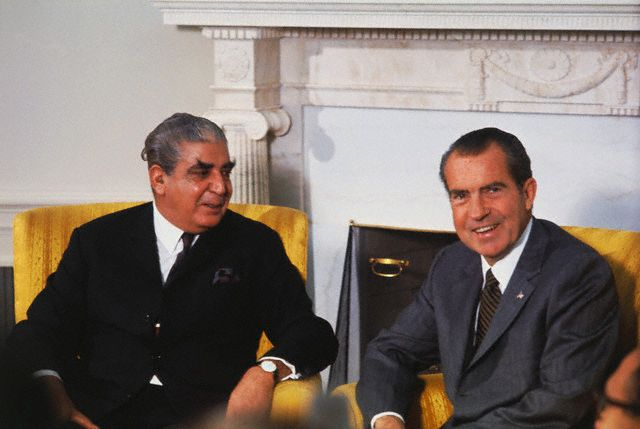
اُنتقدت إدارة نيكسون على نطاق واسع لعلاقاتها الوثيقة مع الطغمة العسكرية بقيادة الجنرال يحيى خان. أعرب دبلوماسيون أمريكيون في باكستان الشرقية عن معارضتهم العميقة في برقية الدم

دعمت الولايات المتحدة باكستان على الصعيدين السياسي والمادي. نفى الرئيس الأمريكي ريتشارد نيكسون التورط في الوضع، قائلاً: إنها مسألة داخلية لباكستان، ولكن عندما بدا أن هزيمة باكستان مؤكدة، أرسل نيكسون حاملة الطائرات يو أس أس إنتربرايز إلى خليج البنغال، في خطوة اعتبرها الهنود تهديداً نووياً. وصلت المؤسسة على المحطة في 11 ديسمبر 1971. في 6 و13 ديسمبر، أرسلت البحرية السوفياتية مجموعتين من السفن، مسلحة بالقذائف النووية، من فلاديفوستوك. تراجعت فرقة العمل الأمريكية 74 في المحيط الهندي من 18 ديسمبر حتى 7 يناير 1972. خشي نيكسون وهنري كيسنجر التوسع السوفييتي في جنوب وجنوب شرق آسيا. كانت باكستان حليفاً وثيقاً لجمهورية الصين الشعبية، التي كان نيكسون يتفاوض معها على تقارب، وكان يعتزم زيارتها في فبراير 1972.
 خشي نيكسون من أن الغزو الهندي لباكستان الغربية سيعني الهيمنة السوفيتية الكاملة على المنطقة، إنها ستقوض على نحو خطير الموقف العالمي للولايات المتحدة والموقف الإقليمي للحليفة الضمنية الجديدة للولايات المتحدة والصين. التظاهر للصين بحسن نية الولايات المتحدة حليفة، وفي انتهاك مباشر للاجرائات التي فرضها الكونغرس الأمريكي على باكستان، أرسل نيكسون الإمدادات العسكرية إلى باكستان وطردها عبر الأردن وإيران، في الوقت الذي شجعت فيه الصين أيضًا. لزيادة إمدادات الأسلحة إلى باكستان. كما تجاهلت إدارة نيكسون التقارير التي تلقتها عن أنشطة الإبادة الجماعية للجيش الباكستاني في باكستان الشرقية، وأبرزها برقية الدم.
دعم الاتحاد السوفييتي جيوش بنغلاديش والهند، بالإضافة إلى الموكتي باهيني خلال الحرب، معترفاً بأن استقلال بنغلاديش سيضعف موقف منافسيها، الولايات المتحدة والصين. وأعطت الهند تأكيدات بأنه في حالة حدوث مواجهة مع الولايات المتحدة أو الصين، فإن الاتحاد السوفياتي سيتخذ إجراءات مضادة. وقد كرس هذا في معاهدة الصداقة الهندية السوفييتية التي وقعت في أغسطس 1971. كما أرسل السوفيت غواصة نووية لدرء التهديد الذي تشكله شركة يو أس أس إنتربرايز في المحيط الهندي.
في نهاية الحرب، كانت دول حلف وارسو من بين أوائل الدول التي اعترفت ببنغلاديش. منح الاتحاد السوفياتي اعترافًا ببنغلاديش في 25 يناير 1972. تأخرت الولايات المتحدة عن اعترافها لبضعة أشهر، قبل أن تقرر ذلك في 8 أبريل 1972.

### الصين
باعتبارها حليفاً قديماً لباكستان، ردت جمهورية الصين الشعبية بجزع على الوضع المتطور في باكستان الشرقية واحتمال غزو الهند لباكستان الغربية وكشمير الخاضعة لسيطرة الباكستان. واعتقد نيكسون أن مثل هذا الهجوم الهندي وشيك؛ مما شجع الصين على تعبئة قواتها المسلحة على طول حدودها مع الهند لثنيها عن ذلك. إلا أن الصينيين لم يستجبوا لهذا التشجيع، لأنه خلافاً للحرب الصينية الهندية سنة 1962 عندما تم إلقاء القبض على الهند بشكل كامل، كانت هذه المرة قد أعدت الجيش الهندي ونشرت ثماني فرق جبلية على الحدود الصينية-الهندية للحماية من مثل هذه الأمور. وبدلاً من ذلك، ألقت الصين بثقلها وراء المطالب بوقف فوري لإطلاق النار.
عندما تقدمت بنغلاديش للحصول على عضوية الأمم المتحدة في سنة 1972، رفضت الصين تطبيقها لأن قرارين للأمم المتحدة بشأن إعادة أسرى الحرب والمدنيين الباكستانيين لم ينفذ بعد. كانت الصين أيضاً من بين البلدان الأخيرة التي اعترفت ببنغلاديش المستقلة، ورفضت ذلك حتى 31 أغسطس 1975.

## قائمة الدول التي اعترفت أول مرة ببنغلاديش
| الترتيب | الدول                                 | تاريخ الاعتراف |
| ------- | ------------------------------------- | -------------- |
| 1       | بوتان                                 | 6 ديسمبر 1971  |
| 2       | الهند                                 | 6 ديسمبر 1971  |
| 3       | ألمانيا الشرقية                       | 11 يناير 1972  |
| 4       | بولندا                                | 12 يناير 1972  |
| 5       | بلغاريا                               | 12 يناير 1972  |
| 6       | بورما                                 | 13 يناير 1972  |
| 7       | مملكة النيبال                         | 16 يناير 1972  |
| 8       | باربادوس                              | 20 يناير 1972  |
| 9       | يوغوسلافيا                            | 22 يناير 1972  |
| 10      | الاتحاد السوفيتي                      | 24 يناير 1972  |
| 11      | جمهورية بيلاروس الاشتراكية السوفيتية  | 24 يناير 1972  |
| 12      | جمهورية أوكرانيا الاشتراكية السوفيتية | 24 يناير 1972  |
| 13      | تونغا                                 | 25 يناير 1972  |
| 14      | تشيكوسلوفاكيا                         | 26 يناير 1972  |
| 15      | قبرص                                  | 26 يناير 1972  |
| 16      | المجر                                 | 26 يناير 1972  |
| 17      | أستراليا                              | 26 يناير 1972  |
| 18      | فيجي                                  | 26 يناير 1972  |
| 19      | نيوزيلندا                             | 26 يناير 1972  |
| 20      | السنغال                               | 1 فبراير 1972  |
| 21      | المملكة المتحدة                       | 4 فبراير 1972  |
| 22      | ألمانيا الغربية                       | 4 فبراير 1972  |
| 23      | فنلندا                                | 4 فبراير 1972  |
| 24      | الدنمارك                              | 4 فبراير 1972  |
| 25      | السويد                                | 4 فبراير 1972  |
| 26      | النرويج                               | 4 فبراير 1972  |
| 27      | آيسلندا                               | 4 فبراير 1972  |
| 28      | النمسا                                | 4 فبراير 1972  |
| 29      | إسرائيل                               | 7 فبراير 1972  |
| 30      | اليابان                               | 10 فبراير 1972 |
| 31      | لوكسمبورغ                             | 11 فبراير 1972 |
| 32      | هولندا                                | 11 فبراير 1972 |
| 33      | بلجيكا                                | 11 فبراير 1972 |
| 34      | جمهورية أيرلندا                       | 11 فبراير 1972 |
| 35      | إيطاليا                               | 12 فبراير 1972 |
| 36      | فرنسا                                 | 14 فبراير 1972 |
| 37      | كندا                                  | 14 فبراير 1972 |
| 38      | سنغافورة                              | 16 فبراير 1972 |
| 39      | موريشيوس                              | 20 فبراير 1972 |
| 40      | الفلبين                               | 24 فبراير 1972 |
| 41      | ماليزيا                               | 25 فبراير 1972 |
| 42      | إندونيسيا                             | 25 فبراير 1972 |
| 43      | مالاوي                                | 29 فبراير 1972 |
| 44      | غامبيا                                | 2 مارس 1972    |
| 45      | سريلانكا                              | 4 مارس 1972    |
| 46      | جمهورية الصين                         | 14 أبريل 1972  |
| 47      | الولايات المتحدة                      | 4 أبريل 1972   |
| 48      | الجمهورية الملغاشية                   | 14 أبريل 1972  |
| 49      | العراق                                | 8 يوليو 1972   |
| 50      | فولتا العليا                          | 19 سبتمبر 1972 |
| 51      | باكستان                               | 22 فبراير 1974 |
| 52      | الصين                                 | 31 أغسطس 1975  |

الاعتراف الدولي بدولة بنغلاديش حسب سنوات (1971–1975 و1986)

اُدرجت قائمة الدول التي اعترفت ببنغلاديش وفقاً لترتيبها في سجل الكونغرس (بتاريخ 9 فبراير 1972) لمجلس الشيوخ.